# Massacre de Greysteel
La massacre de Greysteel va ser un tiroteig massiu que va tenir lloc la nit del 30 d'octubre de 1993 a Greysteel, comtat de Derry, Irlanda del Nord. Membres dels Ulster Freedom Fighters, un grup paramilitar lleialista que era una branca de l'Ulster Defence Association (UDA), van obrir foc contra civils en un pub que era ple de gent durant una festa de Halloween, matant vuit persones i ferint-ne dinou. El pub era freqüentat per catòlics, tot i que dues de les víctimes eren protestants. L'UFF va reclamar-ne l'autoria en venjança per l'atemptat de Shankill Road, comès per l'IRA Provisional una setmana abans. Quatre homes van ser condemnats a cadena perpètua per la matança, però van ser alliberats l'any 2000 com a conseqüència de l'Acord del Divendres Sant.
Poc abans de les deu de la nit del dissabte 30 d’octubre tres homes armats, vestits amb granotes blaves i passamuntanyes, van entrar al “Rising Sun Bar” de Greysteel. Hi havia almenys 70 persones a dins celebrant una festa de Halloween, i al principi alguns van creure que es tractava d'una broma. Stephen Irwin va cridar trick or treat! mentre obria foc amb un fusell d'assalt Vz. 58 sobre la multitud atapeïda al saló. Va continuar disparant fins que va buidar el carregador, va tornar a carregar-lo ràpidament i va continuar disparant. Geoffrey Deeney va obrir foc amb una pistola de 9 mm contra una dona que fugia, però es va encallar després d'un tret. Torrens Knight, armat amb una escopeta, vigilava l'entrada mentre es produïa el tiroteig. Hi va haver pànic i crits mentre la gent es cobria i demanava clemència. L'escena va ser descrita com "infernal"; els cossos van quedar escampats i el saló i la pista de ball estaven coberts de sang i vidres trencats. Els pistolers, rient, van fugir amb un Opel Kadett conduït per Knight. Mentre s’allunyava de Greysteel, el retrovisor del cotxe fugitiu va impactar amb un cotxe de policia que es dirigia ràpidament cap al lloc dels fets.
Set persones van morir i dinou van resultar ferides, i una altra va morir més tard per les seves ferides. Els morts van ser Karen Thompson (19), Steven Mullan (20), Moira Duddy (59), Joseph McDermott (60), James Moore (81), John Moyne (50), John Burns (54) i Victor Montgomery (76). Sis dels assassinats eren catòlics i dos eren protestants: aquests últims, Burns i Montgomery, eren membres retirats de l'Ulster Defence Regiment i els B-Specials respectivament.
L'endemà, l'UDA va reclamar la responsabilitat de l'atac amb les seves sigles "Ulster Freedom Fighters" (UFF). La seva declaració deia que la "incursió de Greysteel" era "la continuació de les nostres amenaces contra l'electorat nacionalista que pagaria un preu elevat per la matança de nou protestants de dissabte passat". Un membre de l'UDA de l'oest de Belfast va afirmar que la seva organització "tenia informació que els homes de l'IRA bevien al Rising Sun ... Malauradament, no eren allà per Halloween, però els nostres nois van actuar sobre la informació que els havien donat".
El pub continua obert a Greysteel, amb un monument commemoratiu a les víctimes fora de l'edifici que diu: "Que el seu sacrifici sigui el nostre camí cap a la pau".